# صلاح السعدني
صلاح السعدني (1362- 1445 هـ / 1943- 2024 م)، ممثل مصري. وهو شقيق الكاتب الصحفي الساخر محمود السعدني، ووالد الممثل أحمد السعدني.

## سيرته
ولد صلاح الدين بن عثمان السعدني في كفر القرينين من محافظة المنوفية في مصر، يوم السبت 24 شوال 1362هـ الموافق 23 أكتوبر 1943م. درس هندسة الزراعة وحصل على شهادة بكالوريوس من كلية الزراعة بجامعة القاهرة، ومن زملاء دفعته الفنان عادل إمام، ورئيس وزراء سوريا السابق محمود الزعبي.
دخل السعدني المجال الفني مع زميل دراسته عادل إمام، ومثلا معًا بمسرح الكلية، ثم شارك في العديد من الأفلام السينمائية والمسلسلات التلفازية والمسرح، لكنه لم يلمع في السينما كما لمع في التلفاز. من أهم أدوراه وأشهرها دور العمدة سليمان غانم في مسلسل ليالي الحلمية مع يحيى الفخراني وصفية العمري، وكان آخر أعماله مسلسل القاصرات الذي عُرض عام 2013، وهو المسلسل الذي أثار جدلَ زواج القاصرات، قدَّم فيه شخصية عبد القوي العمدة السبعيني الذي هوايته الزواج بالفتيات الصغيرات.

## أعماله

### مسرحياته
- الناصر صلاح الدين.
- ثورة الموتى.
- الملك هو الملك.
- باللو.
- زهرة الصبار.

### مسلسلاته
| - أرض الرجال - الضحية 1964 - الرحيل - حصاد الشر - الساقية 1965 - خان الخليلي 1976 - اهلا يا جدو العزيز | - أبناء العطش 1982 - أرابيسك 1994 - أوراق مصرية - ثلاثه أجزاء. - سنوات الحب والشقاء - حلم الجنوبي 1997 | - جسر الخطر 1999 - ملحمة الحب والرحيل - ليالي الحلمية خمسة أجزاء - أبنائي الأعزاء شكراً - الزوج أول من يعلم | - بين القصرين - قصر الشوق - الأصدقاء - رجل في زمن العولمة - جزئين - الناس في كفر عسكر | - نقظة نظام - حارة الزعفراني - للثروة حسابات أخرى - عمارة يعقوبيان - عدى النهار | - قطار منتصف الليل - الباطنية - الأخوة أعداء - القاصرات - سحور على مائدة أشعب (1991) |

### أفلامه
| - ليل وخونة (1990) - كراكيب. - زوجة بلا رجل. - الأرض. - شياطين الليل. - الرصاصة لا تزال في جيبي. - أغنية على الممر. - الحب والثمن. - سوزي بائعة الحب. | - خلف أسوار الجامعة. - لعنه الزمن. - برج المدابغ. - الاعتراف الأخير. - الغول. - المراكبي. - بدون زواج أفضل. - هكذا الأيام. | - شقة في وسط البلد. - طائر الليل الحزين. - احترس نحن المجانين. - الحساب يا مدموزيل. - حكمتك يا رب. - الأشقياء. - الوحش داخل الإنسان. | - مدرسة الحب. - الشيطان يغني. - قضية عم أحمد. - ملف في الآداب. - اليوم السادس. - فوزية البرجوازية - فتوة الناس الغلابة. | - الحلال يكسب. - المحترفون. - إنهم يقتلون الشرفاء. - انحراف. - زمن حاتم زهران. - جبروت امرأة. - الزمار. | - لعدم كفاية الأدلة. - الموظفون في الأرض. - مهمة صعبة جداً. - أولاد الأصول. - العملاق. - ليل وخونة. - درب الرهبة. | - تحت الصفر. - بنات في ورطة. - شحاتين ونبلاء. - ليه يا دنيا. - أحلام صغيرة. - كونشرتو في درب سعادة. - ليه يا هرم. |

## وفاته
توفي صلاح السعدني في القاهرة يوم الجمعة 10 شوال 1445هـ الموافق 19 أبريل 2024م.

## روابط خارجية
- صلاح السعدني على موقع IMDb (الإنجليزية)
- صلاح السعدني على موقع الدهليز
- صلاح السعدني على موقع قاعدة بيانات الأفلام العربية
- صلاح السعدني على موقع قاعدة بيانات الفيلم (الإنجليزية)